# Грэм, Гэри (актёр)
Гэри Грэм (англ. Gary Graham; 7 июня 1950, Лонг-Бич, Калифорния, США — 22 января 2024, Спокан, Вашингтон) — американский актёр.
Вероятно, самой известной его ролью была роль Мэтью Сайкса из телесериала «Нация пришельцев» (1989—1990), после которого был снят ряд кинофильмов — «Нация пришельцев:Тёмный горизонт» (1994), «Нация пришельцев: Тело и душа» (1995), «Нация пришельцев:Тысячелетие» (1996), «Нация пришельцев: Враг в пределах» (1996), и «Нация пришельцев:Наследство Удара» (1997).
Фанатам «Звёздного Пути» он, вероятно всего, больше известен по его гостевой роли вулканского Посла Совала из «Звёздный Путь: Энтерпрайз», где он был часто встречающимся персонажем. Также, в «Звёздный Путь: Вояджер», он играл гостевую роль окампанского лидера Таниса в эпизоде второго сезона «Холодный Огонь». Он сыграл более тридцати телевизионных ролей, а также участвовал в более чем тридцати фильмах, например: «Все правильные шаги», «Береговая охрана», «Робот Джокс», «Управляя женщиной» и «Сирена».
Умер 22 января 2024 года от остановки сердца в Спокане, штат Вашингтон, в возрасте 73 лет